# Западна Б футболна група
Западна Б група е една от двете втори дивизии в българския футбол, създадени през сезон 2005/06. През сезон 2010/11 участие в групата взимат 12 отбора.

## История
От сезон 2005/06 БФС решава да раздели единната Б група, съставена от 16 отбора, на две по-малки групи от по 14 отбора. Всеки отбор играе по 13 мача като домакин и 13 като гост, като на края на всеки сезон в А група влиза първенецът на всяка от двете Б групи, а двата отбора, заели вторите места, играят бараж помежду си, за да определят кой от тях ще спечели третото място в елита. На 19 май 2008 г. е взето решение за увеличаване на участниците в двете групи от 14 на 16 отбора.
През сезон 2010/11 в двете Б групи (източна и западна) ще се състезават по 12 отбора като всеки отбор ще играе срещу всеки по 3 пъти, 2 от тях на разменено гостуване, а 1 според жребий.

## Отбори през сезон 2010/11
- ФК Банско
- ФК Ботев (Враца)
- ФК Ботев (Криводол)
- ФК Вихрен (Сандански)
- ПФК Етър 1924 (Велико Търново)
- ПФК Ком-Миньор (Берковица)
- Малеш (Микрево)
- ФК Септември (Симитли)
- ПФК Спортист (Своге)
- ПФК Пирин (Гоце Делчев)
- ПФК Чавдар (Бяла Слатина)
- ПФК Чавдар (Етрополе)